# Ricardo Carvalho Calero
Ricardo Carvalho Calero (Ferrol, 30 de outubro de 1910 — Santiago de Compostela, 25 de março de 1990) foi um filólogo e escritor galego do século XX, o primeiro Catedrático de Língua e Literatura Galegas, considerado o grande pensador do reintegracionismo linguístico. Escritor, nacionalista, teórico do reintegracionismo e professor universitário, foi uma das figuras mais proeminentes do universo intelectual galego do século XX. Foi numerário da Real Academia Galega e membro de honra da Associaçom Galega da Língua. Foi nomeado membro da Academia das Ciências de Lisboa em 1981.

## Vida
Nascido no bairro de Ferrol Vello, em Ferrol, no seio de uma família abastada, participa do republicanismo estudantil da FUE (Federação Universitária Escolar), e nas mobilizações que esse sindicato lança contra a ditadura de Primo de Rivera.

### Primeiros anos
Passa a infância no bairro mais antigo de Ferrol, conhecido por 'Ferrol Vello'. A esses anos dedica alguns dos seus poemas, como o chamado 'Ferrol, 1916'.
Realiza os seus primeiros estudos numa escola do bairro ilustrado ferrolano da Madalena, indo depois para o Colégio 'Sagrado Coração de Jesus', dirigido pelo escritor Manuel Comelhas Coimbra, autor da obra dramática Pilara ou grandezas dos humildes, com quem inicia os estudos de latim e prepara os estudos de secundário.
Assiste desde menino ao histórico Teatro Jofre, numa cidade, Ferrol, virada para a arte dramática já durante o século XIX. Começa a ler romances e teatro. Escreve os primeiros poemas, inclusive alguns em galego. Pouco mais tarde, irá colaborar na imprensa local, na qual tinha aprendido a ler com ajuda da mãe. Um outro referente na formação do jovem Carvalho Calero nos primeiros anos de Ferrol foi o intelectual e político socialista e galeguista Xaime Quintanilla.

### Estudos em Compostela
Em 1926, aos dezasseis anos, ingressa na Universidade de Santiago de Compostela para estudar Filosofia e Letras, bem como o preparatório de Direito. Entra em contacto com os círculos nacionalistas galegos, no Seminário de Estudos Galegos, Sebastiám Gonçales, Ramom Martins Lopes, Filgueira Valverde... em plena ditadura de Primo de Rivera.
Faz parte do movimento de resistência estudantil à ditadura, chegando a presidir a FUE (Federação Universitária Escolar), de carácter sindical-estudantil. Em 1927 ingressa no Seminário de Estudos Galegos, como membro das secções de Literatura Galega e de Ciências Sociais, Jurídicas e Económicas, chegando a ser secretário-geral de tão sobranceiro organismo cultural galego antes do golpe militar fascista de 1936.
O primeiro livro de Carvalho é publicado em 1928, no género poético, intitulado Trinitárias, ainda em espanhol. Progressivamente, vai produzindo-se um claro compromisso com a cultura e a língua da Galiza, de parâmetros nacionalistas e de esquerda.

### Literatura e política
O primeiro poemário em galego, Vieiros, sai em 1931, coincidindo com a conclusão do curso de direito com brilhante expediente académico. Converte-se em co-fundador do Partido Galeguista, integrando o chamado Conselho Assessor do mesmo junto a Castelao, Alexandre Bóveda, Lugrís Freire, Valentín Paz-Andrade e Tobío Fernández.
Elabora parte do rascunho da proposta estatutária apresentada pela Assembleia de Municípios de 1932 e colabora com o nacionalismo de esquerda organizado ainda precariamente na Esquerda Galeguista e nas publicações Claridad e Ser.
No mesmo ano, ganha uma vaga de funcionário público na Câmara municipal da sua cidade de nascença, Ferrol, deslocando-se para ela novamente. Converte-se no segundo presidente do Partido Galeguista de Ferrol, substituindo Nicolau Garcia Pereira (que tinha sido professor de Carvalho), cargo que deterá durante os anos 1934 e 1935.

### Golpe de estado, defesa da República e prisão
Após o golpe de estado fascista de 1936, faz-se combatente voluntário em favor da República, num batalhão de milícias de docentes, como ele, ligados com a UGT, adscrito ao Quinto Regimento. Cai preso no fim da guerra, na frente da Andaluzia. Condenado por ter militado num partido considerado 'separatista' pelos facciosos, permanece em prisão durante dois anos, sob a acusação de "separatista". A etapa de prisão será aproveitada por Carvalho para estudar alemão. O seu romance 'Scórpio' recolhe a experiência vital desses anos, tal como, em certa medida, a comédia 'A sombra de Orfeu', a peça teatral 'Os chefes', de 1982 e alguns poemas, como "Fugíamos da nossa vila", incluído na colectânea 'Cantigas de amigo e outros poemas'.
Fica livre em 1941, em regime de liberdade condicional. Volta para a Galiza, mas vê-se impossibilitado para recuperar a sua vaga de funcionário público, vendo-se obrigado a procurar trabalho como docente no ensino privado.

### Ostracismo durante a ditadura franquista
Durante o pós-guerra, e à margem de qualquer reconhecimento e colaboração com a ditadura, desenvolve um intenso labor literário, nomeadamente obras dramáticas e os romances A Gente da Barreira (1951) e Os senhores da Pena, de estilo semelhante aos de Otero Pedrayo, com recriação do passado da sociedade tradicional galega. Escreve também poesia, dando a lume três poemários em 1950, 1952 e 1961.
Colabora sob o pseudónimo 'Fernando Cadaval' no jornal 'La Noche', sobre temas históricos e literários, nomeadamente sobre Rosalía de Castro, a quem dedicou dúzias de estudos. Em 1950 desloca-se para Lugo, onde trabalha como professor do Colégio Fingoi, entre esse ano e 1965, instituição educativa que chegará a presidir. Desenvolve um importante labor pedagógico, recorrendo também às encenações dramáticas, uma das paixões de Carvalho nestes anos, aproveitando a condição avançada desse centro de ensino privado, inspirado em práticas da Instituição Livre de Ensino.
Tira o doutoramento em Madrid em 1954, com uma tese sobre a literatura galega contemporânea que avança os seus importantes estudos nesse campo. Em 17 de Maio de 1958, ingressa na Real Academia Galega, com o discurso 'Contributo para o estudo das fontes literárias de Rosalía'.
Já em 1963, publica a primeira História da Literatura Galega, convertendo-se em 1972 no primeiro catedrático de Galego na Universidade de Santiago de Compostela, onde culmina a sua carreira profissional.
Antes, em 1966, publicara a Gramática Elemental del Gallego Común, na recentemente criada Editora Galaxia, e entre 1970 e 1971 elabora as Normas Ortográficas e Morfolóxicas para o galego, assumidas a apresentadas pela Real Academia Galega.
A 27 de Julho de 1975, La Voz de Galicia publica o artigo, intitulado 'Ortografia galega', no qual, pela primeira vez de maneira explícita, defende uma posição reintegracionista na orientação do processo de padronização do galego, perante a hipótese de oficialização do idioma da Galiza nos próximos anos, após a morte iminente do ditador espanhol, o que viria a acontecer com a aprovação do controverso Decreto de Bilinguismo, em 1979, e do Estatuto de Autonomia da Galiza, em 1981.

### Fim da ditadura e continuação da marginalização institucional
Como catedrático da matéria e especialista de maior prestígio na Galiza da altura, Carvalho Calero é nomeado presidente da Comissão eleita pelo Parlamento pré-autonómico galego para elaborar um padrão escrito para o galego em 1980, com o olhar posto na iminente oficialização do idioma histórico da Galiza, em situação precária pela imposição secular do espanhol.
Comprometido na elaboração teórica e na expansão prática da proposta reintegracionista através da Associaçom Galega da Língua, fundada em 1981, é excluído pelo oficialismo cultural surgido da instituição autonómica cedida pelo Estado espanhol à Galiza a partir desse mesmo ano. Ele próprio explica que a censura se deve a "professar, em matéria de língua, as ideias de Castelao", em relação à sua firme defesa da unidade lingüística galego-luso-brasileira, mantida já antes de Carvalho não apenas por Castelao, mas também por Manuel Murguia, João Vicente Biqueira, os irmãos Vilar Ponte, Jenaro Marinhas del Valle ou Ricardo Flores.
Ao longo da década de 1980, Carvalho Calero será um dos principais e mais rigorosos críticos da orientação da nova política linguística das autoridades autonómicas da Galiza, por considerar que o pretenso 'bilinguismo igualitário' não vai a lado nenhum, pois provoca uma situação "antieconómica e anti-higiénica", afirma, que desemboca "na monarquia de aquela das duas línguas que possui maior potência social", que no caso galego não é outra que a privilegiada pelo poder durante séculos: o espanhol ('Bilinguismo e bigamia', in Uma Voz na Galiza, 1984).
No mesmo ano de 1984, recebe a medalha Castelao do Governo autonómico, mas recusa o convite de José Filgueira Valverde para fazer parte do recém constituído Conselho da Cultura Galega. Recebe homenagens de entidades culturais não ligadas às instituições e, dois meses antes de falecer, é nomeado Filho Predilecto do seu Ferrol natal pela instituição autárquica. Morre em Santiago de Compostela em 1990.

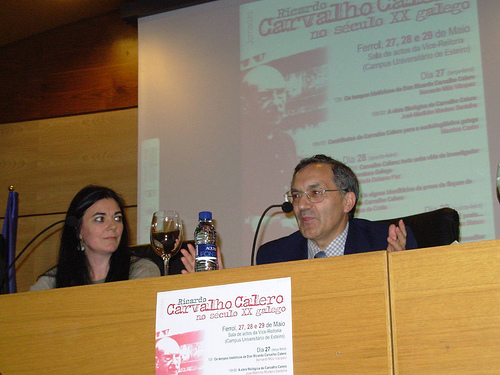
Jornadas dedicadas ao estudo e divulgação da obra de Carvalho Calero em Ferrol, organizadas pela Fundaçom Artábria em Maio de 2008. Intervenção de José Martinho Montero Santalha, discípulo do intelectual homenageado.

## Obra essencial por géneros

### Poesia
- Trinitarias, 1928
- Vieiros, 1931
- La soledad confusa, 1932
- O silencio axionllado, 1934
- Anxo da terra, 1950
- Poemas pendurados dun cabelo 1952
- Saltério de Fingoi, 1961

Colectâneas:
- Pretérito Imperfeito, 1980
- Futuro condicional, 1982
- Cantigas de amigo e outros poemas, 1986
- Reticências, 1990

### Teatro
- A sombra de Orfeo
- Farsa das zocas, in Grial, 1963
- A arbre, in Grial, 1965
- Auto do prisioneiro, in Grial 1970
- Catro pezas (A sombra de Orfeo, Farsa das zocas, A arbre e Auto do prisioneiro), 1971
- Teatro Completo, 1982

### Narrativa
- Gente da Barreira, 1950, primeira obra narrativa de Carvalho e primeiro romance galego de pós-guerra publicado na Galiza. O tema lembra um dos típicos da obra de Otero Pedrayo: a decadência da fidalguia galega rural, localizada no paço e rodeada dos tipos populares galegos. Trata-se de blocos narrativos com entidade própria, 19 ao todo, embora contem com um tema que lhes dá entidade comum. Ambientada no século XIX, tem estilo realista e remete para o romance galego anterior ao golpe de estado de 1936: à Geração Nós de Otero Pedrayo e Alfonso Daniel Rodríguez Castelao.
- Os tumbos, conto editado na revista Alba, de Vigo, em 1950.
- As pitas baixo a chuva, conto infantil publicado pela primeira vez na revista Lar, de Buenos Aires, e, 1952.
- A cegonha, conto publicado na revista Vida Galega, de Lugo, em 1957.
- Os amores serôdios, com pontos de contacto com Os velhos não devem apaixonar-se, de Alfonso Daniel Rodríguez Castelao, ao tratar o tema universal dos amores em idades avançadas. Foi publicado pela primeira vez em 1979, na revista viguesa Grial.
- Os senhores da Pena, escrito nos anos 1940 mas só publicados em 1984, na segunda edição da Narrativa completa. De duração breve, do mesmo género que Gente da Barreira.
- O lar de Clara, escrito nos anos 1940 mas só publicado em 1984, na segunda edição da Narrativa completa. Ambientado no seu Ferrol natal na altura da sua infância, Carvalho recorre à narração autobiográfica, lembrando pequenas lembranças de inícios do século XX, com belas descrições dos ambientes urbanos ferrolanos, que o autor sempre lembrou com saudades.
- Provérbios otomanos, publicado na revista Agália em 1985, sob o pseudónimo de Namiq Ziyá.
- Scórpio, 1987, o maior romance de Carvalho Calero, percorre um tempo histórico que também o autor viveu: o da guerra, que marcou toda uma geração, e que constitui o pano de fundo das narrações autónomas que compõem a obra, polifonia formada por numerosas vozes em torno do protagonista, Rafael ou 'Scórpio'. Elementos que remetem para a vida de Carvalho alternam com outros puramente ficcionais, numa narração de técnica apurada e difícil que ganhou o Prémio da Crítica ao melhor romance naquele ano.

### Ensaio
- História da Literatura Galega Contemporânea, 1963 (reedições em 1975 e 1976). Inclui estudos de etapas e autores literários da Galiza a partir de 1808 e até 1975. A primeira edição incluiu apenas a primeira parte, abrangendo o século XIX. A obra completa aparece em 1975, sendo desde então referência incontornável para o estudo da literatura galega contemporânea.
- Sete poetas galegos, 1955
- Versos iñorados e ou esquecidos de Eduardo Pondal, 1961
- Gramática elemental del gallego común, 1966. Primeiro trabalho apresentado como livro dedicado por Carvalho à ciência linguística, com grande sucesso editorial na altura. Teve sucessivas edições, a última de 1979.
- Brevario antológico de la literatura gallega contemporánea, 1966
- Edição de Cantares gallegos de Rosalía de Castro,1969
- Libros e autores galegos: dos trovadores a Valle Inclán, 1970
- Sobre lingua e literatura galega, 1971
- Particularidades morfológicas del lenguaje de Rosalía de Castro, 1972
- Poesías de Rosalía de Castro, con L.Fontoira Surís, 1972
- Estudos rosalianos, 1977. Estudos e ensaios dedicados a aspectos temáticos da obra poética e da biografia de Rosalia de Castro.
- Problemas da Língua Galega, 1981. Publicado em Portugal na editora Sá da Costa, inclui trabalhos publicados de maneira dispersa previamente, na década de 1970.
- Da Fala e da Escrita, 1983. Publicado em Ourense, divide-se em duas partes: uma intitulada "Estudos, Discursos e conferências", e outra "Notas de Jornal", nos dois casos sobre temática literária e linguística galega.
- Letras Galegas, 1984. Colectânea de artigos e trabalhos de temática linguística (primeira parte) e literária (segunda parte), correspondentes às décadas de 60, 70 e 80.
- Escritos sobre Castelao, 1989
- Escritos e ensaios sobre literatura galega, 1989
- Do Galego e da Galiza, 1990 (Póstumo)
- Umha voz na Galiza, 1992 (Póstumo)